# Saint-Jean-sur-Veyle

Saint-Jean-sur-Veyle este o comună în departamentul Ain din estul Franței.